# Neutal
Neutal (węg. Sopronújlak, Nyujtál; burg.-chorw. Najtolj) – gmina w Austrii, w kraju związkowym Burgenland, w powiecie Oberpullendorf. 1 stycznia 2014 liczyła 1,08 tys. mieszkańców.